# Ben Soma
Schim'on ben Soma, meist nur Ben Soma (hebr. בן זומא) genannt, war ein jüdischer Gelehrter des Altertums und gehörte zur so genannten 2. Generation der Tannaiten (zweites nachchristliches Jahrhundert).
Sein voller Name lautete Simon Ben Soma; da er allerdings den Titel „Rabbi“ noch nicht erhalten hatte, wurde er nur nach dem bekannten Namen seines Vaters „Sohn des Soma“ genannt.
Er war Schüler Jehoschua ben Chananjas; der Ruf seiner Gelehrsamkeit war so verbreitet, dass man sagte, wer ihn im Traum gesehen habe, sei der Gelehrsamkeit sicher (bBer 57b). Als er mit jungen Jahren starb, hieß es, „der letzte Bibelexeget sei gestorben“ (Sota 9,15). Er beschäftigte sich auch mit mystischen Fragestellungen, büßte in der Folge aber seine gedankliche Klarheit ein, die ihn zuvor ausgezeichnet hatte.
In den Sprüchen der Väter (IV., 1) sind von ihm folgende Aussprüche überliefert:
Wer ist weise? Der von jedem Menschen lernt ...
Wer ist ein Held? Der seine Leidenschaft bezwingt ... 	Besser ein Langmütiger als ein Held und der seinen Willen Beherrschende als ein Städteeroberer.
Wer ist reich? Der mit seinem Teile zufrieden ist ... [auch Meir zugeschrieben, vgl. babSchabb. 25 b]
Wer ist geehrt? Der die Menschen ehrt; denn es ist gesagt ... die mich ehren, bringe ich zu Ehren, und die mich verachten, werden gering geachtet.